# Raphaëlle Valbrune-Desplechin
Pour les articles homonymes, voir Desplechin.
Raphaëlle Valbrune-Desplechin, également appelée Raphaëlle Valbrune ou Raphaëlle Desplechin, est une scénariste française, née le 31 mars 1963 à Roubaix. Elle écrit surtout pour le cinéma et la télévision. Elle a également écrit sa première pièce de théâtre en 2005.
Elle est la sœur du réalisateur Arnaud Desplechin, de l'écrivaine Marie Desplechin et du diplomate Fabrice Desplechin, qui est son frère jumeau.

## Filmographie

### Comme scénariste et/ou dialoguiste

#### Cinéma
- 2000 : Bella ciao de Stéphane Giusti
- 2005 : L'Avion de Cédric Kahn
- 2008 : Home d' Ursula Meier
- 2009 : Cargo (documentaire) de Biljana Tutorov
- 2010 : Tournée de Mathieu Amalric
- 2014 : Sous les jupes des filles d'Audrey Dana
- 2015 : L'Art de la fugue de Brice Cauvin
- 2017 : Pris de court d'Emmanuelle Cuau
- 2018 : Nos batailles de Guillaume Senez
- 2019 : Curiosa de Lou Jeunet
- 2021 : Olga d'Elie Grappe[2]

- en développement ou en production :
  - Les Morues de Sylvie Testud
  - Jack de Laurent Garnier

#### Télévision
- 2005 : Lira, lira pas, documentaire d'Arnaud Sélignac
- 2006 : Au secours, les enfants reviennent !, téléfilm de Thierry Binisti
- 2006 : Merci, les enfants vont bien, série télévisée, épisode Vive les mariés ! (saison 2) de Stéphane Clavier
- 2007 : Les Mariées de l'isle Bourbon, téléfilm en deux parties d'Euzhan Palcy
- 2007 : Nos années pension (saison 2 - 4 épisodes)
- 2009 : Douce France, téléfilm de Stéphane Giusti
- 2009 : Vénus et Apollon, série télévisée, saison 2
- 2010 : Fais pas ci, fais pas ça, série télévisée, épisode Aimez-vous Chopin ? (saison 3) de Laurent Dussaux
- 2010 : Victor Sauvage de Patrick Grandperret - réécriture des dialogues du pilote
- 2013 : Alias Caracalla, téléfilm d'Alain Tasma
- 2020 : Meurtres en Pays cathare, téléfilm de Stéphanie Murat (dialogues)

### Autres
- 1999 : Balzac (mini-série) de Josée Dayan - directrice artistique
- 2013 : Rock the Casbah de Laïla Marrakchi - consultante scénario
- 2018 : Nos batailles de Guillaume Senez - actrice secondaire : la secrétaire à la clinique

## Théâtre
- 2005 : L'Amour d'une mère (pièce courte dans le cadre du concours « La Baignoire et les deux chaises »), mise en scène de Gilles Cohen, Théâtre du Rond-Point

## Distinctions

### Récompense
- Festival de Cannes 2021 : Prix SACD de la Semaine de la critique pour Olga

### Nomination
- César 2011 : César du meilleur scénario original pour Tournée